# آندوندابه سود
آندوندابه سود (به لاتین: Andonabe Sud) یک منطقهٔ مسکونی در ماداگاسکار است که در آتسینانانا واقع شده‌است. آندوندابه سود ۱۰٬۵۰۳ نفر جمعیت دارد و ۵۲۴ متر بالاتر از سطح دریا واقع شده‌است.